# Muzej Revolucije
Muzej Revolucije deveti je studijski album bosanskohercegovačkog rock sastava Zabranjeno pušenje, objavljen 7. studenoga 2009. godine u izdanjima Hayat Production, Croatia Recordsa, podgoričkih Vijesti i Long Playa. Objavljen je na 92. obljetnicu Oktobarske revolucije.

## Popis pjesama
Izvor: Discogs
| 1.    | »Muzej revolucije«              | Davor Sučić, Antun Lović      |                        | 4:58 |
| 2.    | »Modni Guru«                    | Mario Vestić                  | Lović                  | 3:50 |
| 3.    | »Kladimo se«                    | Vestić                        | Lović                  | 4:23 |
| 4.    | »Samir-time«                    | Sučić, Lović                  |                        | 5:37 |
| 5.    | »Prigodne riječi«               | Sučić, Lović                  |                        | 4:47 |
| 6.    | »Express Folky Star«            | Sučić, Lović, Mirko Srdić     |                        | 2:53 |
| 7.    | »Kada Sena pleše«               | Sučić, Lović                  |                        | 4:18 |
| 8.    | »Ustanova«                      | Sučić, Lović, Robert Boldižar | Sučić, Lović, Boldižar | 4:38 |
| 9.    | »Tvoja bosa stopala«            | Sučić, Lović                  | Sučić                  | 4:49 |
| 10.   | »U gradu gdje nisam rođen«      | Sučić, Lović                  |                        | 5:07 |
| 11.   | »Tijesno«                       | Sučić, Lović                  | Sučić, Lović           | 3:31 |
| 12.   | »Nije to (Čuva Bog Želju svog)« | Sučić, Lović                  |                        | 4:26 |
| 54:44 |                                 |                               |                        |      |

## Izvođači i osoblje
Preneseno s omota albuma.
| Zabranjeno pušenje - Davor Sučić – vokal, gitara, prateći vokal - Toni Lović – električna i akustična gitara - Branko Trajkov "Trak" – bubnjevi, udaraljke, akustična gitara, prateći vokal - Robert Boldižar – violina, klavijature, prateći vokal - Paul Kempf – klavijature - Dejan Orešković "Klo" – bas-gitara Gostujući glazbenici - Ante Prgin "Surka" – bubnjevi (skladba 7), truba (skladbe 4, 7) - Stipe Božinović "Mađor" – bubnjevi (skladba 5) - Nenad Mlinarić "Mlinka" – bubnjevi (skladba 1) |  | Produkcija - Davor Sučić – produkcija - Toni Lović – programiranje, inženjering zvuka, miksanje, produkcija (Studio Plavi Film u Zagrebu) - John Davis – mastering (Metropolis Mastering iz Londona) - Dario Vitez – izvršni producent Dizajn - Anur Hadžiomerspahić – dizajn omota (Agencija Ideologija iz Sarajeva, BIH) - Saša Midžor Sučić – fotografija |